# Nõudla laht
Nõudla laht ist eine Bucht in der Landgemeinde Saaremaa im Kreis Saare auf der größten estnischen Insel Saaremaa. Sie bildet einen Teil der Bucht Udriku laht. Sie wird von Täkksaare poolsaar im Norden und Kübassaare poolsaar im Osten begrenzt. Sie liegt im Naturschutzgebiet Kahtla-Kübassaare hoiuala. In der Bucht liegen die Inseln Aavilaid and Kõversäär.
Die Bucht ist 720 Meter breit und schneidet sich einen Kilometer tief ins Land ein.